# Comarca da Ulloa
A Ulloa is een comarca van de Spaanse provincie Lugo, gelegen in de autonome regio Galicië. De hoofdstad is Antas de Ulla.

## Gemeenten
Antas de Ulla, Monterroso en Palas de Rei.